# Fetcham
Fetcham är en ort i distriktet Mole Valley, i grevskapet Surrey, i England. Fetcham var en civil parish fram till 1974. Civil parish hade 4 178 invånare år 1951. Byn nämndes i Domedagsboken (Domesday Book) år 1086, och kallades då Feceham.